# Vlag van Guaviare

Vlag van Guaviare

De vlag van Guaviare bestaat uit drie even hoge horizontale banen in de kleuren groen, wit, en blauw, met in het midden het wapen van Guaviare, een departement in Colombia.
Groen symboliseert de rijkdom en machtige inspanning van de kolonisten. De witte kleur betekent vrede, eerlijkheid en het werk van het Guaviarense volk. En blauw is een symbool van de plaatselijke waterrijkdom, vertegenwoordigd door de rivieren Guayabero en Ariari die, wanneer ze verenigd zijn, de Guaviare-rivier vormen.

Voorgaande vlag (tot 1991)